# Урдом
Урдом — деревня в Оленинском районе Тверской области. Входит в Молодотудское сельское поселение.

## География
Расположена на возвышенности в 22 километрах к северо-востоку от районного центра Оленино, в 7 км от села Молодой Туд.

## История
Урдом упоминается в Тверской летописи о событиях 1322 года. Предполагается, что он был литовским пограничным городком на границе Ржевского княжества.
В Списке населенных мест Тверской губернии 1859 года — владельческая деревня Урдом, 24 двора, 208 жителей. В 1912 году деревня Урдом относилась к Бурцевской волости Ржевского уезда Тверской губернии, в ней 44 двора, 293 жителя.
В 1940 году деревня Урдом (64 двора) в составе Плехановского сельсовета Молодотудского района Калининской области.
Во время Великой Отечественной войны в районе деревни проходили ожесточенные бои в ноябре 1942 года (операция «Марс»). Братская могила воинов Красной Армии.
В 1997 году в деревне 2 хозяйства, 2 жителя. В 2002 году постоянных жителей нет.

## Население
| 1859 | 1912 | 1997 | 2002 | 2010 |
| ---- | ---- | ---- | ---- | ---- |
| 208  | ↗293 | ↘2   | ↘0   | →0   |